# Faster Sogn
Faster Sogn er et sogn i Skjern Provsti (Ribe Stift).
I 1800-tallet var Faster Sogn anneks til Sønder Borris Sogn. Begge sogne hørte til Bølling Herred i Ringkøbing Amt. Sønder Borris-Faster sognekommune blev senere delt, så hvert sogn dannede sin egen sognekommune. Ved kommunalreformen i 1970 blev både Sønder Borris og Faster indlemmet i Skjern Kommune, der ved strukturreformen i 2007 indgik i Ringkøbing-Skjern Kommune.
I Faster Sogn ligger Faster Kirke.
I sognet findes følgende autoriserede stednavne:
- Astrup (bebyggelse, ejerlav)
- Astrup Gårde (bebyggelse)
- Astrup Hede (bebyggelse)
- Borris Nørrehede (bebyggelse)
- Ejstrup (bebyggelse)
- Faster Kirkeby (bebyggelse)
- Fasterkær (bebyggelse)
- Fasterlund (bebyggelse)
- Fiskebækkær (bebyggelse)
- Hannerup (bebyggelse, ejerlav)
- Kjelstrup (bebyggelse)
- Klokmose (bebyggelse)
- Lodal (bebyggelse)